# Ajocotzingo
Ajocotzingo är en ort i Mexiko.   Den ligger i kommunen Tlatlauquitepec och delstaten Puebla, i den sydöstra delen av landet, 180 km öster om huvudstaden Mexico City. Ajocotzingo ligger 2 027 meter över havet och antalet invånare är 597.
Terrängen runt Ajocotzingo är lite bergig. Runt Ajocotzingo är det ganska tätbefolkat, med 134 invånare per kvadratkilometer. Närmaste större samhälle är Teziutlan, 12,7 km öster om Ajocotzingo. I omgivningarna runt Ajocotzingo växer huvudsakligen savannskog.